# David Borek
David Borek (* 14. dubna 1977 Plzeň) je český televizní reportér a moderátor. Roku 2018 se stal stálým zpravodajem České televize v Izraeli a na Blízkém východě, předtím moderoval pořady Události, komentáře a Interview ČT24.

## Život
Vystudoval Gymnázium Rokycany (maturoval v roce 1995) a následně obor historie–politologie na Filozofické fakultě Univerzity Karlovy v Praze (promoval v roce 2002).
V letech 2000 až 2002 pracoval jako reportér zpravodajské televize TV3.
Od roku 2003 působí jako reportér a moderátor v České televizi (ČT). V minulosti moderoval pořad Události, komentáře, ale v srpnu 2006 z něj byl stažen poté, co dne 16. srpna 2006 údajně nezvládl rozhovor s tehdejším premiérem Jiřím Paroubkem. Podle ředitele zpravodajství ČT byl na interview špatně připravený a politikovi neustále skákal do řeči. Od dubna 2014 se k moderování pořadu Události, komentáře vrátil. V letech 2014–2016 moderoval pořad Interview ČT24. Několik let[kdy?] moderoval ve dvojici s Danielou Písařovicovou také ranní Studio 6.
Od léta 2018 působí jako stálý zahraniční zpravodaj České televize na Blízkém východě, sídlící v Izraeli, kde vystřídal Jakuba Szántó, jemuž skončil pětiletý mandát a který se proto vrátil do Česka. Hebrejsky uměl už před svým pracovním pobytem v Izraeli.
O Izrael a Blízký východ se od mládí aktivně zajímá a na Wikipedii píše články o místních reáliích.
Od vypuknutí války v Pásmu Gazy v říjnu 2023 ke konfliktu vystupoval jako stálý zahraniční zpravodaj ČT. V roce 2024 vydal knihu Krvavý rok 5784: 12 měsíců války v Izraeli. Jeho činnost kritizovala levicová média jako Deník Alarm nebo Deník Referendum. Vyčítala mu nekritické přejímání narativu vlády Benjamina Netanjahua a neprofesionalitu a zaujatost reportáží. Deník Alarm Borka označil spíše za „rozhořčeného blogera z Izraele“ nebo „mluvčího izraelské vlády“ než zpravodaje veřejnoprávní ČT. Například Stanislav Biler uvedl, že „David Borek smazal hranice mezi reportáží a informováním z místa dění s vlastní interpretací a pohledem na svět“. V květnu 2025 byl kritizován za svou poznámku v reportáži, když prohlásil: „Všimněme si, jak záběry světových médií plní neustále záběry z Gazy. Čímž neříkám, že jde o nějaké spiknutí, ale ony jsou prostě fotogenické. Ony fungují, zasahují srdce a duše lidí po celém světě, zatímco izraelské tanky srdce a duše lidí nezasahují.“ Borek se v květnu 2025 účastnil senátního veřejného slyšení na téma „Přesun velvyslanectví ČR do Jeruzaléma“, což je diplomaticky kontroverzní akt, který předtím učinily například Spojené státy americké za prezidentství Donalda Trumpa (a pět jiných zemí; ostatní státy mají ambasádu v Tel Avivu). I za toto byl kritizován. Sám Borek ohledně kritiky své profesionality uváděl: „Bylo by to sebevražedné nebo rozhodně nešťastné, kdybych se chtěl stát propagandistou, nekritickým tlampačem cizích názorů. Já jsem pyšný na svůj analytický mozek. Dokážu uvažovat, a teď zase trochu přeháním, ale trošku asociálně v tom smyslu, že se neohlížím moc na to, co si o tom myslí lidi. Já se za svoji práci nemusím stydět a nemusím se nějak zuřivě zaobírat tím, jestli jsem objektivní, nebo ne, prostě ručím za to svojí osobností.“
Jeho výrokem z května 2025 se na základě občanských stížností zabývala Rada ČT. Ta neshledala pochybení ve vztahu k zákonu o ČT ani Kodexu ČT. Nicméně ve vypořádání stížností konstatovala: „Lze se však oprávněně domnívat, že zejména stěžovateli kritizovaná závěrečná část živého vstupu se pohybuje na hranici zprávy a názorového komentáře. Rada ČT pak v této věci apeluje na redakci zpravodajství, aby v duchu principů vyplývajících z Kodexu ČT v podobných případech pečlivě dbala na zcela jasné oddělování zprávy od hodnotících soudů, v tomto konkrétním případě s cílem zachovat důvěryhodnost zpravodaje nestranně dokumentujícího konflikt na Blízkém východě.“

## Osobní život
Je rozvedený a má syna.

## Knihy
- Putinova válka (2023, kolektiv autorů)
- Moje roky v Izraeli (2023)
- Krvavý rok 5784: 12 měsíců války v Izraeli (2024)